# Historiographie de la Bretagne
L'historiographie de la Bretagne a pour objet les évolutions dont l'écriture de l'histoire de la Bretagne a fait l'objet.

## Lors du duché de Bretagne
- Guillaume de Saint-André
- Alain Bouchart
- Pierre Le Baud

## Province de Bretagne
- Bertrand d'Argentré
- Mauristes :
  - Don Mabillon
  - Don Lobineau
  - Don Morice

## AuXIXesiècle
- Joseph Mahé
- Celtomanie
- Arthur de La Borderie

## Publications
- Annales de Bretagne et des pays de l'Ouest
- Presses universitaires de Rennes

## Sources
- Jean-Yves Éveillard, L'Armorique antique : Aremorica antiqua, Morlaix, Skol Vreizh, mars 2013, 160 p. (ISBN 978-2-915623-99-4)
- Jean-Yves Guiomar, Le bretonisme (les historiens bretons au XIXe siècle), Société d'histoire et d'archéologie de Bretagne, 1987, 444 p.
- Olivier Szerwiniack, « L’enjeu historiographique du nom des cités de Bretagne », Revue du Nord, vol. 3, nos 391-392,‎ 2011, p. 360 (lire en ligne, consulté le 23 mars 2015)
- Jacqueline Sainclivier, « L’historiographie en Bretagne et ses vecteurs depuis cinquante ans », Revue d’Alsace, no 133,‎ 2007, p. 117-133 (lire en ligne, consulté le 23 mars 2015)
- Noël-Yves Tonnerre, Chroniqueurs et historiens de la Bretagne : Du Moyen Âge au milieu du XXe siècle, Rennes, Presses universitaires de Rennes, 2001, 300 p. (ISBN 2-86847-645-7)
- Noël-Yves Tonnerre, « Les sources angevines et l’histoire de la Bretagne : l’exemple du Haut Moyen Âge », dans Jean-Luc Marais, Historiens de l’Anjou, Rennes, Presses universitaires de Rennes, 2012 (ISBN 978-2-7535-2081-3), p. 39-50
- Jean-Christophe Cassard, « Clovis... connais pas ! Un absent de marque dans l'historiographie bretonne médiévale », Médiévales, vol. 18, no 37,‎ 1999, p. 141-150 (lire en ligne, consulté le 19 octobre 2016)
- Jean-Christophe Cassard, « Le génocide originel : Armoricains et Bretons dans l'historiographie bretonne médiévale », Annales de Bretagne et des pays de l'Ouest, vol. 90, no 3,‎ 1983, p. 415-427 (lire en ligne, consulté le 19 octobre 2016)
- Yann Fournis et Tudi Kernalegenn, « Des historiens au service d'une nation inachevée, la Bretagne », Wetenschappelijke Tijdingen, no 64,‎ 2005, p. 152-191 (lire en ligne, consulté le 19 octobre 2016)